# باجاج دومینار
باجاج دومینار (انگلیسی: Bajaj Dominar) موتورسیکلت تک‌سیلندر هندی ساخت شرکت باجاج است که برای اولین بار در سال ۲۰۱۶ توسط این شرکت رونمایی شد. اما به دلیل ضعف در قدرت و طراحی به خوبی مورد استقبال قرار نگرفت. در سال ۲۰۱۹ نسخه جدید و قدرتمندتری از این موتور روانه بازار شد اما این بار با جبران ضعف‌ها، به یک موتورسیکلت جدید محبوب در هند بدل شد. این موتورسیکلت در دو مدل ۴۰۰سی‌سی و ۲۵۰سی‌سی به بازار عرضه شده است. انجین این موتورسیکلت در جریان همکاری شرکت باجاج و کی‌تی‌ام، طبق انجین دوک ۳۹۰ طراحی شده است.
به دلیل قانون منع عبور موتورسیکلت‌های بالای ۲۵۰سی‌سی در ایران، نسخه‌های ۴۰۰سی‌سی در ایران عرضه نخواهند شد.

## مشخصات[۴][۵][۶]
| مدل         | حجم موتور (cc) | توان موتور (PS) | گشتاور (Nm)     | جعبه دنده           | خنک‌کننده    | حداکثر سرعت (km/h) | قطر سوراخ/استروک | نسبت تراکم | تعداد شمع | تعداد سوپاپ | ترمز جلو        | ترمز عقب        | تعلیق جلو            | تعلیق عقب    | تایر جلو  | تایر عقب  | فاصله بین دو چرخ (mm) | طول (mm) | عرض (mm) | ارتفاع (mm) | فاصله از زمین (mm) | ارتفاع زین (mm) | وزن (تر) | گنجایش روغن موتور (لیتر) | نوع روغن موتور |
| ----------- | -------------- | --------------- | --------------- | ------------------- | ----------- | ------------------ | ---------------- | ---------- | --------- | ----------- | --------------- | --------------- | -------------------- | ------------ | --------- | --------- | --------------------- | -------- | -------- | ----------- | ------------------ | --------------- | -------- | ------------------------ | -------------- |
| Dominar 400 | ۳۷۳٫۳          | 40PS 8800rpm@   | 35Nm 6500rpm@   | ۶ سرعته غیراتوماتیک | رادیاتور آب | ۱۶۵                | 89mm× 60mm       | ۱۲٫۱:۱     | ۳         | ۴           | دیسکی ABS 320mm | دیسکی ABS 230mm | دو کمک تلسکوپی معکوس | کمک فنر گازی | ۱۱۰/۷۰–۱۷ | ۱۵۰/۶۰–۱۷ | ۱۴۵۳                  | ۲۱۵۶     | ۸۱۳      | ۱۱۱۲        | ۱۵۷                | ۸۰۰             | ۱۸۲      | ۱٫۷                      | 10W50          |
| Dominar 250 | ۲۴۸٫۷۷         | 27PS 8500rpm@   | 23.5Nm 6500rpm@ | ۶ سرعته غیراتوماتیک | رادیاتور آب | ۱۳۲                | 72mm× 61.1mm     | ۱۱٫۹:۱     | ۲         | ۴           | دیسکی ABS 300mm | دیسکی ABS 230mm | دو کمک تلسکوپی معکوس | کمک فنر گازی | ۱۰۰/۸۰–۱۷ | ۱۳۰/۷۰–۱۷ | ۱۴۵۳                  | ۲۱۵۶     | ۸۱۳      | ۱۱۱۲        | ۱۵۷                | ۸۰۰             | ۱۸۰      | ۱٫۷                      | 10W50          |